# Slowakische Badmintonmeisterschaft 1975
Die Slowakische Badmintonmeisterschaft 1975 war die neunte offizielle Auflage der Titelkämpfe im Badminton in der Slowakei. Sie fand vom 15. bis zum 16. Februar 1975 in Trnava statt.

## Medaillengewinner
| Disziplin    | Gold                          | Silber                        | Bronze                          |
| ------------ | ----------------------------- | ----------------------------- | ------------------------------- |
| Herreneinzel | Ján Šandorčin                 | Jaroslav Kozák                | Štefan Brza                     |
| Dameneinzel  | Dagmar Benická                | Anna Konečná                  | Mária Holobradá                 |
| Herrendoppel | Jaroslav Kozák Jozef Žuffa    | Dušan Mošon Marian Vachna     | Alojz Keníž Dušan Sládek        |
| Damendoppel  | Anna Konečná Dagmar Benická   | Ľuba Bombová Alena Sedláková  | Mária Holobradá Irena Liptáková |
| Mixed        | Jaroslav Kozák Dagmar Benická | Ján Šandorčin Alena Sedláková | Dušan Mošon Jana Schrotterová   |